# Elysius chimaera
Elysius chimaera là một loài bướm đêm thuộc phân họ Arctiinae, họ Erebidae.